# Kuytucak
Kuytucak ist ein Ortsteil (Mahalle) im Landkreis Kozan der türkischen Provinz Adana mit 607 Einwohnern (Stand: Ende 2024). Im Jahr 2011 zählte Kuytucak 795 Einwohner.